# Iván Franco Sopegno
Iván Franco Sopegno (Rosario, 1963. szeptember 25. –) argentin labdarúgókapus, edző, aki 2014 és 2015 között a guatemalai labdarúgó-válogatott szövetségi kapitánya volt.

## Pályafutása

### Edzőként
Pályafutása nagy részét Közép-Amerikában töltötte edzőként, ahol több bajnoki címet is nyert, a legjelentősebbet Guatemalában a CSD Comunicaciones csapatával (5 cím).
2014. május 21-én a Guatemalai Nemzeti Labdarúgó Szövetség kinevezte a guatemalai válogatott edzőjévé.

## Külső hivatkozások
- (spanyolul) Starmedia
- (spanyolul) CONCACAF